# Baron Courtin
J. G. Courtin (Baron Courtin) est le personnage principal du Foyer, comédie de l’écrivain français Octave Mirbeau (1908).
Le baron Courtin est un homme doté d’une grande surface sociale : il est riche, sénateur –  d’obédience bonapartiste –, membre de l’Académie française, auteur de multiples ouvrages consacrés à la charité, dont il passe pour être un éminent spécialiste, et il préside aux destinées d’un foyer, qualifié de  «charitable », pour des fillettes abandonnées, ce qui contribue aussi à son prestige. Conservateur et partisan de l’ordre à tout prix, il fait du silence un article de foi : il faut impérativement « taire le mal », sous peine de créer du désordre !

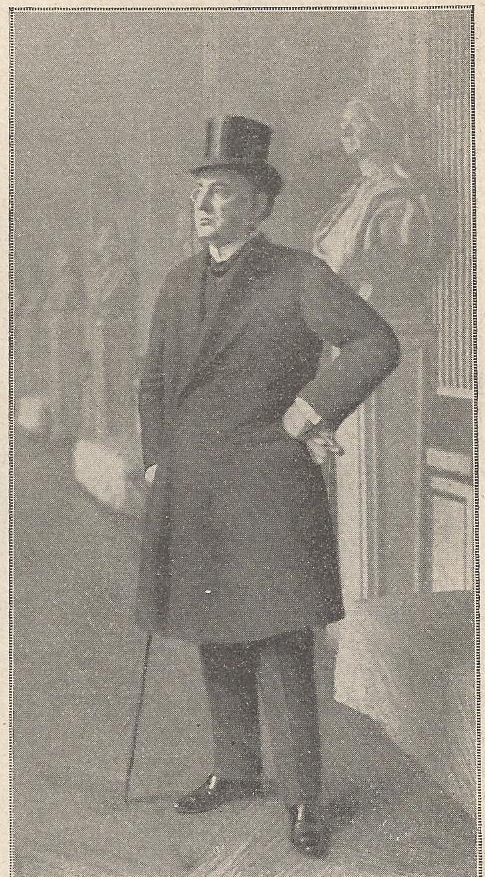
Félix Huguenet, dans le rôle du baron Courtin, 1908

Mais, pour assurer son train de vie et payer ses dépenses fastueuses, il a puisé dans la caisse du Foyer et il est incapable de rembourser : il risque donc d’être inculpé, déshonoré, emprisonné et ruiné. Le scandale potentiel est encore aggravé par la mort d’une fillette, « oubliée » dans un placard, et par ce que l’on apprend des récompenses très spéciales accordées par la directrice du Foyer à ses favorites. Courtin découvre tout à coup des pratiques qu’il avait refusé de voir jusque-là, et il s’en émeut, comme si sa responsabilité n’était pas engagée.
Pour se sortir d’affaires, il ne voit qu’une solution : le recours à son vieil ami Biron, qui est très riche et qui est toujours amoureux de la séduisante épouse du baron, Thérèse Courtin. Il est prêt, à cette fin, à prostituer sa femme à son ancien amant, mais elle se rebiffe et lui fait honte. Dans sa colère, il est sur le point de la gifler. 
Biron accepte cependant d’aider Courtin à sa façon : il veut bien reprendre le Foyer, mais à condition que les fillettes y soient dûment surexploitées pour que son investissement soit financièrement rentable ; il obtient du gouvernement républicain qu’aucune poursuite ne soit engagée contre Courtin, un des chefs de l’opposition, en échange de son silence dans un débat politique d’importance ; et il embarque sur son yacht sa bien-aimée Thérèse, le jeune soupirant d’icelle et le baron Courtin, qui aura ainsi tout loisir de peaufiner son discours académique sur les prix de vertu…
Si Courtin est odieux en tant qu’incarnation d’un ordre social reposant sur l’exploitation des faibles, des pauvres et des sans-droits, et en tant que coupable d’abus de biens sociaux sans pour autant avoir à en payer le prix, il n’en est pas moins un être humain traversé de contradictions, susceptible de souffrir et même, par moments, d’inciter à la pitié, tant il y a de naïveté dans son habituelle bonne conscience. Habitué à parader et discourir, il finit par être dupe de sa propre logorrhée, comme l’abbé Jules du roman homonyme de 1888.